# La Immaculada de Cerbi
La Immaculada de Serbi és una capella del poble de Cerbi, en el terme municipal de la Guingueta d'Àneu, a la comarca del Pallars Sobirà. Pertany al territori de l'antic terme d'Unarre.
Està situada dins del nucli de població.